# Veronika Mosina
Veronika Mosina (Russisch: Вероника Алексеевна Мосина-Семешко) (Sint-Petersburg, 17 oktober 1990) is een atleet uit Rusland.
Op de Olympische Spelen van Londen in 2012 nam Mosina deel aan het onderdeel hink-stap-sprong. Ze eindigde op de 17e plaats.
- World Athletics: 14298669